# Resident Evil Village
Resident Evil Village je survival hororová videohra z roku 2021, kterou vyvinula a vydala společnost Capcom. Jedná se o pokračování hry Resident Evil 7: Biohazard (2017) a desátou hlavní hru série Resident Evil.

## Synopse
Hráči ovládají Ethana Winterse, který byl hlavní postavou předchozího dílu Resident Evil 7: Biohazard. Ten pátrá po své unesené dceři ve vesnici plné zmutovaných netvorů. Vesnice si zachovává prvky survival hororu z předchozích her, kdy hráči prohledávají prostředí a hledají předměty a hospodaří se zdroji, a zároveň přidává akčnější hratelnost s vyšším počtem nepřátel a větším důrazem na boj.

## Vývoj a vydání
Hra Resident Evil Village byla oznámena na akci odhalující PlayStation 5 v červnu 2020. Dne 7. května 2021 vyšla pro PlayStation 4, PlayStation 5, Stadia, Windows, Xbox One a Xbox Series X/S. Následovala verze pro macOS a cloudová verze pro Nintendo Switch. V únoru 2023 vyšla verze pro PlayStation VR2. Verze pro iOS byla vydána 30. října 2023.
Ke hře bylo vydáno i DLC Shadows of Rose.

## Ohlasy
Hra získala od kritiků vesměs pozitivní recenze, které chválily její hratelnost, prostředí a rozmanitost. Kritizovaly ji za hádanky, souboje s bossy a problémy s výkonem ve verzi pro Windows. Větší důraz na akci herní komunitu značně rozděloval. Hra získala na konci roku ocenění včetně titulu Hra roku na Golden Joystick Awards.
Do listopadu 2024 se jí prodalo přes 10,5 milionu kusů.